# 4020 Домінік
4020 Домінік (4020 Dominique) — астероїд головного поясу, відкритий 1 березня 1981 року.
Тіссеранів параметр щодо Юпітера — 3,296.